# Biên niên sử Dalimil

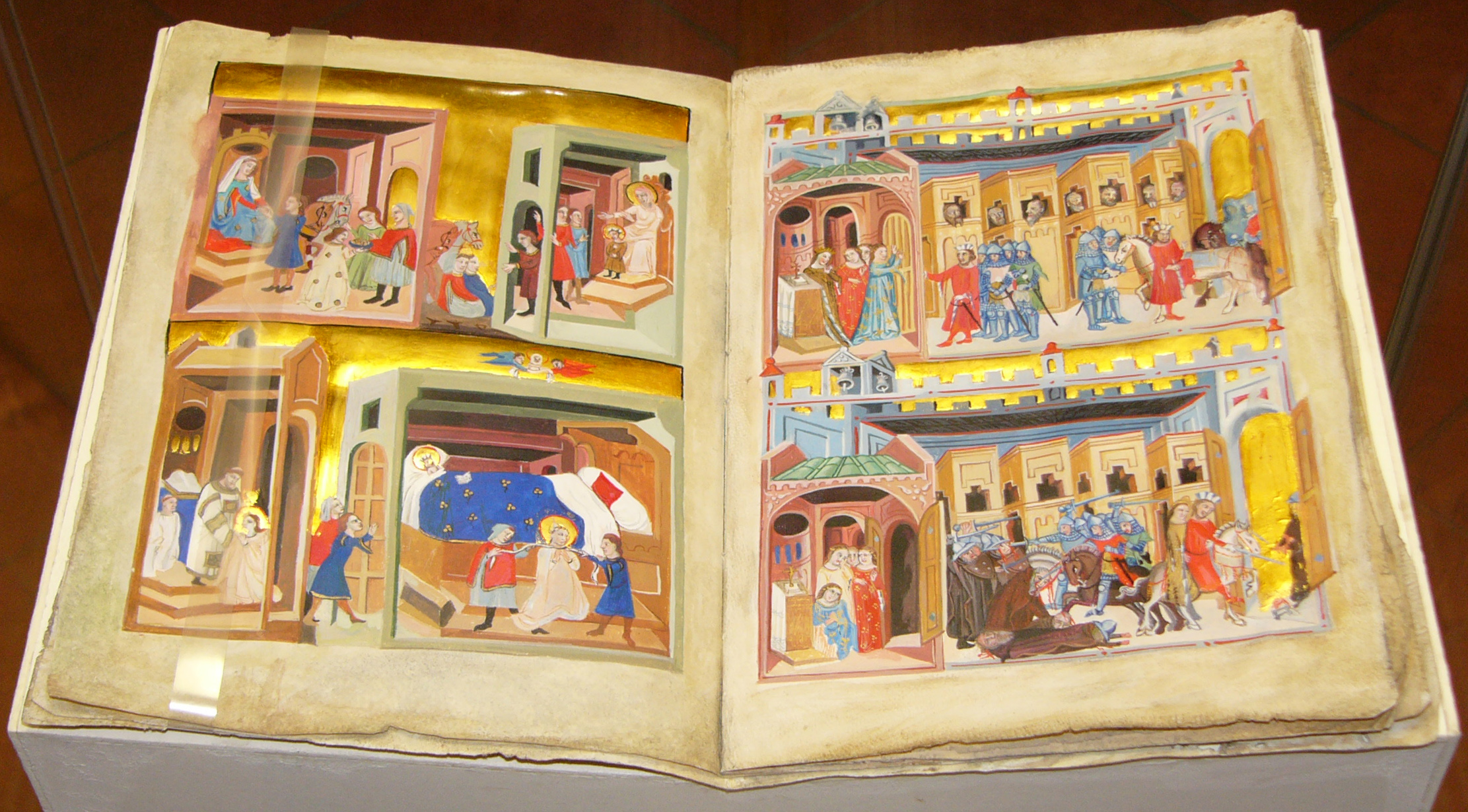
Bản thảo minh họa bản dịch tiếng Latinh của Biên niên sử Dalimil

Biên niên sử Dalimil (tiếng Séc: Dalimilova kronika hay Kronika tak řečeného Dalimila) hay còn gọi là Biên niên sử Boleslav, là biên niên sử đầu tiên được viết bằng tiếng Séc cổ. Cuốn biên niên sử này được viết bằng thơ bởi một tác giả vô danh vào đầu thế kỷ 14.  Biên niên sử được hoàn thành trước năm 1314, nhưng các bản hiện tại khi phát hành thường bao gồm các ghi chép đến tận năm 1319 của những tác giả sau này.
Trong cuốn biên niên sử có nhận định rằng toàn bộ người Slav đều đến từ "phương nam" và nói rằng: "ở đất nước Serbia có một vùng đất tên là Croatia, còn thủ lĩnh của vùng ấy tên là Čech." Tính xác thực của những sự kiện này bị các nhà sử học phương Tây bác bỏ, vì theo các nhà sử học, đây chỉ là những thần thoại được lưu truyền trong dân gian, là điển hình của kiểu những câu chuyện truyền miệng. Theo đó, các sự kiện lịch sử trong cuốn biên niên sử chỉ đơn thuần là diễn giải lại thần thoại về Lech, Séc và Rus, mà thần thoại này vốn dĩ đã được nhắc đến trong nhiều biên niên sử khác, trong đó có biên niên sử sơ cấp của Nga (Primary Chronicle).
Biên niên sử Dalimil đã từng được dịch sang tiếng Thượng Giéc-man Trung Cổ ba lần và một lần sang tiếng Latinh.